# Почесні громадяни Березані
Нижче наведений список почесних громадян Березані.

## Почесні громадяни
| № | П. І. Б.                         | Роки життя | Рід занять, звання та нагороди                                                     | Рік присвоєння |
| - | -------------------------------- | ---------- | ---------------------------------------------------------------------------------- | -------------- |
| 1 | Дородніцин Анатолій Олексійович  | 1910—?     | Науковець.                                                                         | 1978           |
| 2 | Дмитренко Іван Миколайович       | 1922–2007  | Військовий. Нагороджений орденом Червоної Зірки, двома орденами Вітчизняної війни. | 1993           |
| 3 | Курмаков Ераст Миколайович       | 1910–1996  | Військовий, директор Березанської нафтобази.                                       | 1993           |
| 4 | Рих Галина Лаврентіївна          | 1922—      | Засновник і директор Березанського краєзнавчого музею.                             | 1997           |
| 5 | Гебдовська Наталія Олександрінва | 1922–2004  | Акторка. Народна артистка України.                                                 | 2002           |